# Schloss Willingshausen

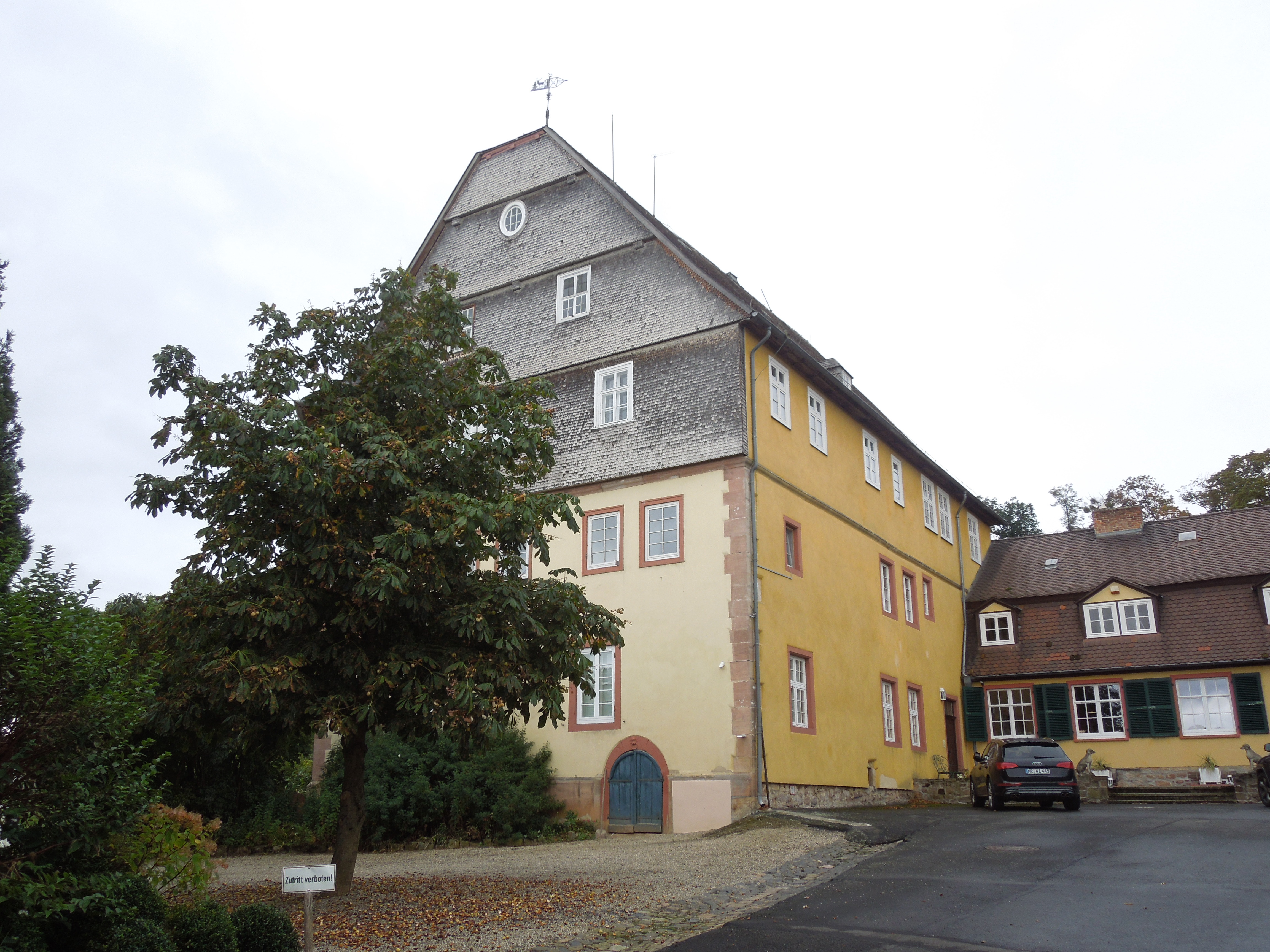
Schloss Willingshausen

Das Schloss Willingshausen, auch Schwertzellsches Schloss genannt, ist ein Herrenhaus im Stile einer schlichten Schlossanlage mit angeschlossenem Gut und englischem Landschaftsgarten am nördlichen Ortsrand von Willingshausen im Schwalm-Eder-Kreis in Hessen. 

## Baubeschreibung
Das Schloss ist ein dreigeschossiger Barockbau von etwa 23 × 14,5 Meter Grundfläche auf einem massiven Kellersockel, mit zwei Dachgeschossen unter dem Krüppelwalmdach und einem auf der Westseite, nicht ganz mittig, zur Hälfte vorspringendem runden Treppenturm sowie einem zweigeschossigen Renaissance-Erker in den beiden Obergeschossen an seiner Südwestecke. Die beiden unteren Geschosse, der Treppenturm und das zweite Obergeschoss auf der Westseite links des Treppenturms sind massiv gebaut und bis auf die Eckquaderung verputzt. Der Rest des zweiten Obergeschosses ist aus Fachwerk und traufseitig ebenfalls verputzt, auf der Giebelseite holzverschindelt. Das zweite Obergeschoss kragt auf einem Wulstprofil leicht vor. Der beachtliche Eckerker ist im unteren Obergeschoss aus Stein mit dekorativer Bearbeitung, im oberen aus Fachwerk.
Die Fensteraufteilung ist unregelmäßig, mit großen Einzelfenstern im Erdgeschoss und vorwiegend, aber nicht ausschließlich, gekuppelten Fenstern in den Obergeschossen. Nur auf der Westseite sind die Fenster ornamental profiliert, im Erdgeschoss mit Dreiecksgiebeln, in den Obergeschossen mit Segmentgiebelbekrönungen. Das Portal befindet sich rechts neben dem Treppenturm, ist rundbogig und von einem segmentbogigen Oberlicht übergeben. Das Portal führt in eine Halle in der Mitte des Baues, von der aus der Treppenturm mit seiner Wendeltreppe zugänglich ist. Die Fenster im Treppenturm sind abgeschrägt, und an der Vorderseite des Treppenturms befindet sich ein Wappenstein von 1496 mit den Wappen des Johann von Schwertzell (vor 1463–1530) und dessen Ehefrau Zeitlose von Hattenbach. 
Der Erker an der Südwestecke ruht auf zwei über Eck gestellten Dreieckskonsolen, die ihrerseits mit Muscheln und Blattwerk verzierte Konsolen haben. An seiner Frontseite hat der Erker in beiden Geschossen jeweils zwei, an den Seiten jeweils ein Fenster. Unter den Fenstern im ersten Obergeschoss befinden sich vier steinerne Wappen: an der Frontseite die der von Schwertzell und der Rabe von Pappenheim, an den Seiten vermutlich die der von Boyneburg und der von Berlepsch. Die über dem linken Fenster befindliche Inschrift: „IST REPARIERT DES JAHRS MDCXCVIII“ bezieht sich wohl auf Teile des Erkers und die Fachwerkteile des zweiten Obergeschosses.
An der Südostseite des Erdgeschosses befindet sich eine kleine Auslucht, rechts daneben ein Rundbogenportal zum Kellergeschoss.

## Umgebung
Unmittelbar nordwestlich schließen die Wirtschaftsgebäude des Guts an. Die 1511 auf der Grundlage einer älteren Kapelle erbaute Dorfkirche, noch heute unter dem Patronat der Familie von Schwertzell, steht unmittelbar südlich zwischen den Gutsgebäuden und der Straße nach Merzhausen.
Im Südwesten liegt der Schlossgarten, und an diesen schließt sich der sich etwa 300 Meter weit noch Norden erstreckende baumbestandene Schlosspark.

## Geschichte
Die Herren von Schwertzell wurden erstmals im 13. Jahrhundert urkundlich erwähnt. Sie wurden früh in Willingshausen sesshaft und erwarben 1489 die dortige Gerichtsbarkeit von Damian/Thamme von Weitershausen zu Merzhausen, der sie de jure als hersfeldisches, de facto als landgräflich-hessisches Lehen innegehabt hatte. Sie wohnten anfangs auf einer kleinen Burg im heutigen Schlosspark. Im 16. Jahrhundert erbauten Johann (vor 1463–1530), Georg (vor/um 1525–1578) und Johann (1549–1614) als neuen Stammsitz ihres Geschlechts das heutige Schloss. Ob die am Treppenturm befindliche Wappentafel von 1496 den Zeitpunkt des Baubeginns dokumentiert oder erst später von anderer Stelle dorthin verbracht und eingebaut wurde, ist nicht bekannt.
Im Dreißigjährigen Krieg wurde das Schloss teilweise zerstört und ausgeplündert. 1698 wurde es teilweise erneuert und durch den Fachwerkbereich im Süden aufgestockt, um mehr Wohnraum zu bieten. Im Siebenjährigen Krieg wurde das Inventar des Schlosses abermals geplündert. Seit 1810 war Wilhelm Grimm mit der Familie Schwertzell in Freundschaft verbunden und kehrte regelmäßig auf der Fahrt von Kassel oder nach Marburg im Willingshausener Schloss ein. Wilhelmine von Schwertzell sammelte für die Brüder Grimm Märchen aus der Schwalm und unterhielt mit diesen einen regen Briefwechsel.
1824 trafen sich im Schloss Willingshausen erstmals der Maler Gerhardt Wilhelm von Reutern, der ab 1815 wiederholt zur Rekonvaleszenz nach dem Verlust seines rechten Arms in der Völkerschlacht bei Leipzig zu Gast in Willingshausen war und 1820 Charlotte von Schwertzell geheiratet hatte, und der Kunstprofessor Ludwig Emil Grimm. Das Schloss wurde bald darauf erster Treffpunkt und Gründungsort der Willingshäuser Malerkolonie.
Die Mitglieder der Familie von Schwertzell wurden in einen Mausoleum im Englischen Garten, etwa 200 m nordwestlich des Schlosses, bestattet.
Heute befindet sich die Gutsverwaltung der landwirtschaftlichen Güter der Familie von Schwertzell im Schloss. Das Rittergut Willingshausen war noch bis zu seiner Eingemeindung nach Willingshausen im Jahre 1928 ein eigenständiger Gutsbezirk der von Schwertzell zu Willingshausen; im Jahre 1885 umfasste es 775 Hektar mit 94 Hektar Ackerland, 38 Hektar Wiesen und 641 Hektar Wald.